# Heterolepidoderma arenosum
Heterolepidoderma arenosum is een buikharige uit de familie Chaetonotidae. Het dier komt uit het geslacht Heterolepidoderma. Heterolepidoderma arenosum werd in 1988 voor het eerst wetenschappelijk beschreven door Kisielewski. 